# فانک والیوم
فانک والیوم (انگلیسی: Funk Volume) شرکت نشر موسیقی آمریکایی است، که در سال ۲۰۰۹ توسط هوپسن تأسیس شد.